# John King (giornalista)
John King (Dorchester, 30 agosto 1963) è un giornalista e conduttore televisivo statunitense.
Dopo aver lavorato per 12 anni come giornalista politico per Associated Press, è entrato in CNN nel maggio 1997, dove è stato corrispondente della Casa Bianca dal 1999 al 2005. Ha condotto State of the Union (2009-2010), John King, USA (2010-2012) e Inside Politics (a partire dal 2014).
Convertito all'ebraismo, si è sposato nel 2008 con la collega Dana Bash, da cui si è separato quattro anni dopo.

## Vita privata
King è nato a Boston. È di origini irlandesi con antenati di Dún Locháin, nella contea di Galway. Ha frequentato la Boston Latin School e ha conseguito una laurea in giornalismo presso l'Università del Rhode Island. John King e Jean Makie, la sua prima moglie, hanno due figli, Noah e Hannah.